# Derrick Green
Derrick Green, celým jménem Derrick Leon Green, (* 20. ledna 1971 Cleveland, Ohio, Spojené státy) je americký muzikant. Nejvíce se proslavil jako zpěvák brazilské groove metalové skupiny Sepultura.
Green se narodil v Clevelandu v Ohio jako nejmladší ze tří dětí. Jeho sestra Renée Green je spisovatelka a pracuje s filmem. Jeho otec je elektrikář, matka učitelkou v hudební škole. Před vstupem do Sepultury zpíval Derrick v punkově laděných Outface se kterými nahrál jedno album, užíval zde přezdívku Simon Verde.
Green hovoří portugalsky se silným americkým akcentem. Je vegan a podporuje činnost PETA. Žije v Brazílii ve městě São Paulo.

## Diskografie

### Outface
- Friendly Green (1992)

### Sepultura
- Against (1998)
- Nation (2001)
- Revolusongs (2002)
- Roorback (2003)
- Live in São Paulo (2005)
- Dante XXI (2006)
- A-Lex (2009)
- Kairos (2011)
- The Mediator Between Head and Hands Must Be the Heart (2013)
- Machine Messiah (2017)
- Quadra (2020)

### Musica Diablo
- Música Diablo (2010)